# 堀江城
堀江城（ほりえじょう）は、遠江国敷知郡（現静岡県浜松市中央区舘山寺町）にあった日本の城。江戸時代には堀江陣屋（ほりえじんや）と称されて高家旗本大沢家の陣屋となった。

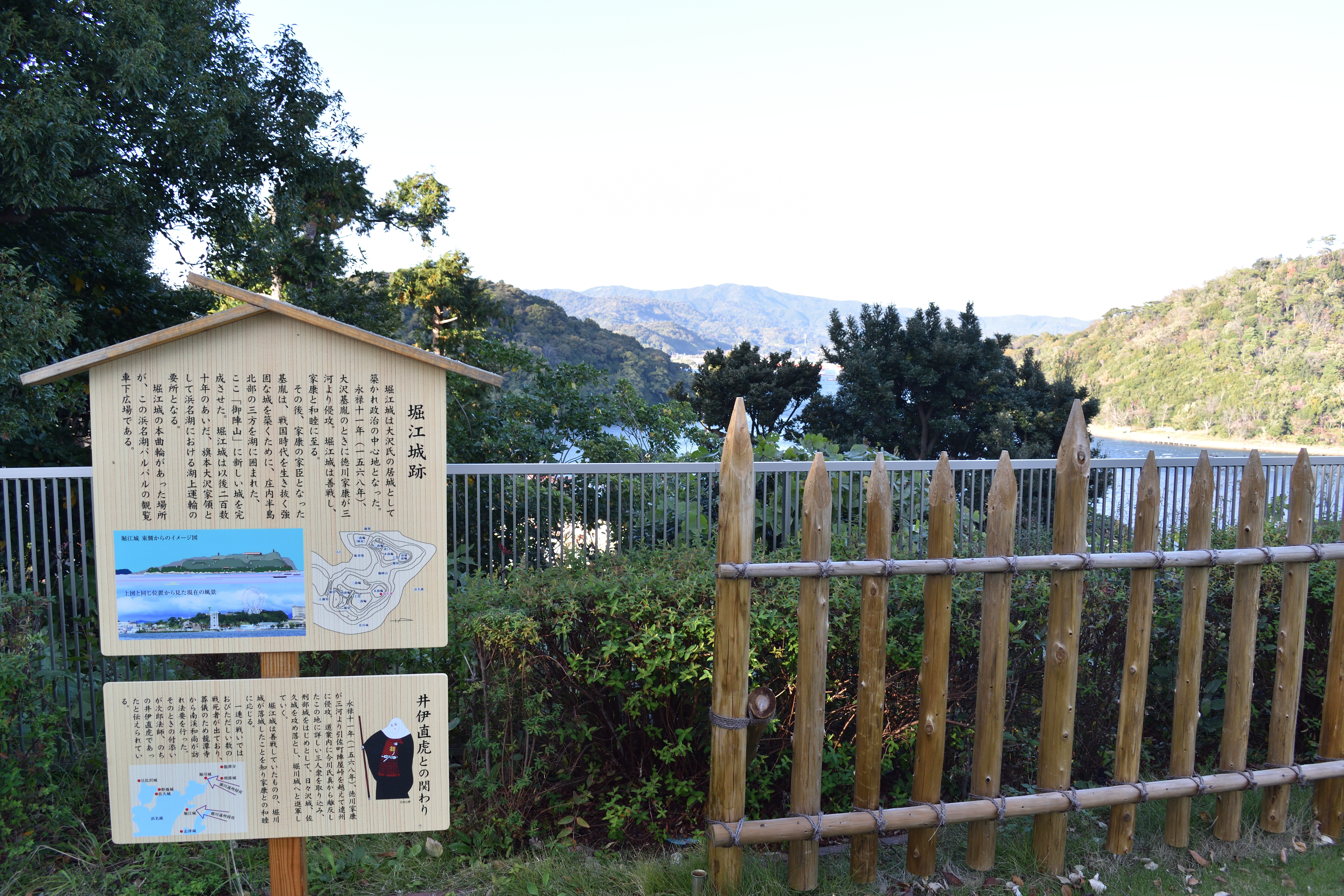
城址（浜名湖パルパル園内）

## 概要
大沢基久が鎌倉時代に築城したと伝えられている。
戦国時代も大沢氏が城主であったが、今川氏の勢力下に入り、宇津山城、浜名城などとともに、三河に対する抑えとして機能した。
永禄12年（1569年）、大沢基胤は徳川家康に攻められ、遠江における今川方最後の拠点として激しく防戦したが、結局は和睦する形で降伏した。
元亀3年12月23日（1573年1月26日）、三方ヶ原の戦いで勝利した武田信玄が自ら堀江城を攻撃するが、井伊谷衆の支援を受けた大沢勢の奮闘と天候の悪化によって、4日後に撤退している。歴史学者の平山優は、堀江城と浜名湖を挟んだ宇津山城が三河国と浜松城を結ぶ浜名湖水運の拠点であり、三方ヶ原の戦い自体が堀江城を落として浜松城を兵糧攻め（もしくは城の放棄に追い込む）にしようとする武田軍とそれを阻止しようとする徳川軍の戦いであった可能性を指摘している。
基胤の子、大沢基宿は1550石を与えられ旗本になり、慶長8年（1603年）に高家となり幕末まで続いた。だが、明治維新に乗じて不正に石直しを申告して大名になろうと画策して一旦は成功したものの、廃藩置県後に不正が発覚して処罰された（堀江藩）。
現在は舘山寺温泉となり、遠鉄観光開発が経営する遊園地浜名湖パルパルや旅館ホテル九重の敷地になっており、遺構は残っていない。